# 검은 여교사
검은 여교사(일본어: 黒の女教師)는 2012년 7월 20일부터 9월 21일까지 방영되었던 일본 TBS에서 매주 금요일 밤 10시에 방영되었던 텔레비전 드라마이다. 에이쿠라 나나 주연이며 배역으로서는 교사 역을 처음으로 맡은 드라마이다. 고등학교를 무대로 만연한 여러 가지 문제를, '과외수업'으로 칭해서, 터무니없는 금액과 교환으로 법을 범하는 일도 해결하려고 하는 3명의 여교사 트리오의 활약과 문제 해결을 위해서는 폭력, 협박, 납치, 파괴 공작등 수단을 가리지 않고, 교사의 의기투합과 문제를 해결하는 행동을 함께 그린 서스펜스 드라마이자 학원물이다.

## 등장 인물

### 도립 국문관 고교

#### 검은 여교사
- 타카쿠라 유코 - 에이쿠라 나나

생물 담당 교사. 3학년 D반 부담임인 한 편 3학년 전체의 진로 지도 담당. 스미레 ․ 아야와 함께 '과외수업'을 실행한다. 대상자에게 특기인 일격필살 권법의 하나로 뒤집어 써, '어리석은 것!'이라고 불러, 악행을 행했던 것에 의해서, 자기 자신에게 인과가 되돌아오는 것을 '학교에서 선생님에게 배우지 않았어?'라고 깨우쳐 정의의 제재를 더한다. 사생활로서는 스미레나 아야와 식당에서 저녁 식사를 함께 하는 것이 많아, 수영이 취미이다. 
 수업 종료 벨이 울렸던 시점에서 교사의 직책은 없어지고, 그 후는 학생과 깊게 상관이 없는 '차임 투 차임'이라고 하는 생각의 방법을 중시하고 있다. 그 때문에 '시간 외 활동은 유료야…'라고 하는 말로 학생들에게 '과외수업'을 설명하고 있다. '과외수업'에 필요한 금액은, 인물이나 시간, 상황에 의해서 변한다, 또한, 금액 대신에 물품을 요구하는 경우도 있다. 
 이야기를 해결하기 위해서 수단을 묻지 않고, 항상 냉담하고 상대가 반론하지 않는 어조를 가진 소유자다. 장신 단려인 얼굴로, 진로 지도에서는 정확한 손발을 발군하지만, 타인과 깊이 깊이 관여하지 않는 자세 때문인지, 학생의 평판은 좋지 않다. 또한, 훗타의 이동 후는 교장의 상담 역할도 하고 있다. 
 과거에 인연이 있는 나가시마 미즈호 집에 가끔 시간을 만들어 방문하고 있지만, 매회 만나는 것도 없이 되돌려 보내지고 있다. 예전에는, 현재의 하루카와 같이, 밝고 긍정적인 교사였지만, 아오이의 사후, 그녀를 구해주지 않았던 쇼크로 웃음을 잃었다.
- 우치다 스미레 - 이치카와 미카코

고전 담당. 3학년 C반 담임. 온화한 성격인 미인 교사로 수업은 알기 쉽고, 학생의 인기도 높다. 한 편으로 '밝고 삐뚤어진 성격'으로 동료에게 평가되는 경우로, 잠깐 괴짜로 취급당하고 있다. 유코 ․ 아야와 함께 '과외수업'을 실행하며, 컴퓨터를 사용했던 정보 누설이나 양동 등의 정보 공작이 특기지만, 상황에 의해, 직접, 제재 대상자로의 더러운 일을 담당한다. 세이린 여고 시절에 가와이와 교제하고 있었다. 불꽃 대회 당일에 자신을 찾아줄까 시험하기 위해서 일부러 놓친 모습을 보고 있었지만, 다른 그녀에게 연락하고 있던 것을 목격해 헤어졌다. 그 이유로부터, 이혼 남성(에노키 타카아키)과 떨어지지 않고 있다.
- 후지이 아야 - 코바야시 사토미

미술교사. 예술가 기질의 여성으로 항상 살랑살랑해서 마이 페이스한 성격이다. 독창적인 가치관을 가진 소유자로, 세속적인 상식이 통용하지 않는다. 인간 관찰은 날카로워 일부의 학생에게 팬이 있다. 유코 ․ 스미레와 함께 '과외수업'을 실시하며, 주로 제재 대상자의 관계자와 접촉해, 제재 대상자를 얕보거나, 진실한 본성을 알게하기 위한 공작이나 준비를 담당한다. 구매부에서 점심밥을 구매하려던 하루카에게 자신의 주먹밥을 반으로 나눠주는 등, 3명 중에서는 가장 인간다움을 보여주고 있다. 스미레와는 동료. 유코의 과거를 알고 있다. 예전 유화의 세계에서는 유명했지만, 그 이유에 의해 그림을 그리지 않게 된다. 그러나, 쿄코와 아이로부터의 의뢰에 의한 ‘과외수업’ 이후, 다시 유화를 그리기 시작한다.

#### 교직원
- 아오야기 하루카 : 키무라 후미노

현대 문학 담당의 신임 교사. 3학년 D반 담임 겸 배구부 부고문. 유코 등이 실시하고 있는 철저하게 상대를 때려 눕히는 '과외수업'에 반발하는 한편, 자신도 첫 임금 전액과 교환으로 '과외수업'에 의해서 구하기 위해, 완전 부정 못하고 있다. OL 경영자로 교사로 하는 직업을 성직이라고 파악하고 있다. 꿈꾸기 십상인 성격을 가진 소유자로 이상과 현실의 갭에 곤혹한다. 학생을 구하려고 분주하는 것도 유코로의 대항심으로부터 결과적으로 사태를 악화시키는 일이 많아, 학생들의 신용을 얻지 못하고 있다.
- 오우치 후쿠코 : 트린들 레이나

구매부 직원. 할머니가 만들었던 '후쿠코의 합격 결말'이 인기 메뉴이지만, 자신이 만들었던 신작 주먹밥에 대한 콘도와 에노키도의 반응은 좋지 않았다. 차분한 것 같은 관찰하는 안목은 날카롭다.
- 콘도 츠요시 : 모로 모로오카

영어 담당 교사. 3학년 A반 담임 겸 3학년 주임. 배구부 고문. 후쿠코의 팬. 무사 안일주의자로 학생의 인기는 별로이지만, 배구부의 지도는 열혈로 부원의 신뢰도 두텁다. 문제가 많은 3학년 D반의 감시역으로서 부교장에게 일일이 상세하게 보고할 때, 부담임인 유코에게 의혹을 향하고 있다. 
 주정인 일을 부끄러워서 자숙하고 있었지만, 류미코의 계략에 몹시 취해 체육창고에서 날뛰어 그녀에게 상처를 입게했다고 해서, 일시 자택 근신했다. 그러나, 상완이두근장두근염의 치료로 통원하고 있었기 때문에, 자신의 무죄를 증명하는 것이 되었다.
- 에노키도 슈헤이 : 스즈키 료헤이

세계사 담당 교사. 3학년 B반 담임. 후쿠코의 팬. 요즘 드문 정도의 선량한 생각을 가진 소유자로 신임 교사인 하루카에게 관심을 가지고 있다. 매우 속기 쉬운 성격이지만 본인에게 자각은 없다. 콘도와 함께 행동하는 일이 많다.
- 훗타 마나부 : 미츠이시 켄

부교장. 학교를 그림자에게 좌지우지하는 흑막으로 평가한다. 학생보다도 학교의 이익을 우선한다. 
 학교의 평가나 자기 어필할 때, 에이카가 일으켰던 오가와에 대한 문제를 넉넉히 덮어, 정학처분 했던 때, 그녀의 꿈을 현실도피로 혹평했다. 유의 의뢰를 받았던 유코 일행의 손에 에이카와 같은 행위를 교육위원회에서 목격되어, 교장 승진 면접에 실패해, 타 학교로 이동했다. 유코로부터는 '궤변을 말해 학생에게 이상적이지 않고 나쁜 길을 가르친 교사'라고 불린다.
- 세리자와 케이코 : 미나미 카호

교장. 훗타로부터의 보고를 받았던 때의 '좋지 않을까요'가 입버릇. '부교장이 말하는대로'로 평가함에도, 진상은 불명. 학교 내의 문제가 능숙하게 처리되었던 때에 훗타에게 위압적인 태도를 보일 때가 있다. 
 아오이의 죽음의 진실을 은폐했던 흑막으로, 그것을 알았던 유코 일행이나 토시오, 게다가 하루카나 3-D의 학생들을 학교로부터 추방하게 하는 등 이상의 교육 시스템을 만들기 위해서 어떤 수단도 꺼리지 않는다. 가장 사랑하는 아들 '미라이'가 집단 괴롭힘으로 자살했던 과거의 잘못을 돌려주기 위해서, 이상의 교육 시스템을 만들고자 했다. 유코로부터는 '교육의 현상으로 시선을 돌려, 교사로부터 열의를 빼앗은 어리석은 것'이라고 불린다.

#### 3학년 D반 학생들
- 토다 토시오 : 마츠무라 호쿠토 (SixTONES)

도립 나카메구로 고교에서 온 전학생. 1995년 1월 31일 출생. 혈액형 B형. 단정한 얼굴을 가진 소유자지만, 전학 첫날에 시험 문제가 들었던 USB 메모리의 분실 소란으로 모치즈키 일행에게 말썽을 일으켜, 반 내에서는 고립하고 있다. 유코 일행의 '과외수업'에 눈치 채고있는 마디가 있어, 유코에게 교제를 강요해 '검은 여교사'들을 미행한다고 하는 스토커 행동을 보이고 있다. 전학 이전에도 유코와는 만났던 일이 있는 것 같아, 유코의 과거를 일부 알고 있는 듯한 발언이나, '검은 여교사'의 목적을 찾는 듯한 행동을 하고 있어, 스스로 지원해서 훗타를 표적으로 했던 '과외수업'에 참가하고 있었다. 한편으로 자신과 유코가 키스했던 현장을 목격했던 에이카에게 접근해, 마음이 있을 것 같은 기색도 보이고 있다. 문화제에서는 제비뽑기로 3학년 D반이 출점하는 카페의 준비 위원으로 선택되어, 큰소리 칠때에는 무슨 일도 없었다는 듯해서 반의 분위기를 더하고 있다. 
 리오와 같은 맨션에 살고 있지만, 삼자대면에는 하나로 출석해 '우리는 남의 가정과는 달라'라고 말하고 있어, 공과 사 모두 수수께끼에 싸여있다. 그 후 모치즈키가 알아냈던 긴급 연락 카드에 의해, 이름이 '토시오'인 것이나 부모가 이혼했던 일이 알게 된다. 
 그의 정체는, 미즈노 아오이의 남동생. 유코 일행이 누나를 죽음으로 몰아넣었다고 생각해, 복수를 다짐하기 위해서 에이카를 이용해, 아스카의 이름으로 중상하는 메일을 에이카에게 송신하거나, 아오이의 이름으로 미즈호의 집이나 학교에 비방중상이나 '과외수업'의 내막을 폭로하는 FAX를 보냈었다. 유코로부터는 '사람의 기분을 이용했던 쓰레기'라고 불리지만, 권법의 하나를 주고 받아, 유코 일행을 규탄해서 근신으로 몰아넣는다. 게다가 미즈호를 누나가 죽었던 현장으로 데려가 죽이려고 했지만, 그녀로부터 누나의 죽음에 대한 진실을 듣게 되어, 뉘우친다.
- 모치즈키 료헤이 : 치바 유다이

3학년 D반의 그림자 리더격. 대병원의 후계자 아들로 진학처에 의학부를 강제당하고 있다. 타인에게 무관심하고 과묵, 뭔가를 생각하는 있는 본성은 친구에게 조차 깨닫게 하지 않았다. USB 메모리의 분실 소란으로 토시오의 밀고에 의해 정학처분을 받았다. 중학교 시절부터 에이카와 사귀고 있었지만, 그것은 2명 밖의 비밀로 하고 있다. 화를 잘 내어, 이즈카에게 상처를 입힌 원인을 만들었지만, 합의금을 받았던 아버지(토야마 토시야)로부터의 지시로 사죄하게 되었다. 이즈카에게 그 죄악감에 이용되어서 돈을 강청되었던 뒤, 에이카를 꺼냄에 공갈된 결과, 그에게의 폭행영상을 흘려보내 퇴학처분을 받았지만, 야스다와 타치바나가 문화제 카페의 매상을 사용해서 '과외수업'을 외뢰했던 때, 정학처분에서 벗어났다. 동료나 친구를 아무래도 좋으면 생각하고 있었지만, 에이카가 직접 만든 부적을 소중히 가지고 있었던 것부터, 유코로부터 '진짜는 본심을 입으로 하는 것이 무서운 것뿐'이라고 지적하여, '과외수업'후, 이즈카에게 사죄의 말을 전했다. 
 정학이 풀렸던 후, 에이카로부터 이별을 고하게 된다. 그 후 그녀에게 접근한 토시오를 의심스럽게 생각해, 그의 신변을 조사하기 위해 끈질기게 항상 따라다니는 행위를 규탄한다.
- 시모무라 아스카 : 오노 이토

에이카의 그룹으로 소속한 여학생. 마음이 끌리는, 일제한 성격을 가진 소유자. 성적은 좋지 않다. 귀여운 얼굴로 남자로부터 인기있지만, 대부분 곧바로 상대를 거절하기 위해 '사살의 아스카'라는 별명을 가진다. 오이카와와 금단의 사랑으로 떨어지지만, 그의 계략에 의해서 자주퇴학으로 몰아넣고 만다. 스토커 취급과 퇴학 처분의 취소를 요구해, 오이카와에게 선물할 예정이었던 넥타이 금액과 동료의 금액 5만엔으로 거래해 유코 일행에게 '과외수업'을 의뢰한다. '과외수업'후, '교사와 교제했던 자기자신도 공범자'라고 깨우쳤다. 문화제에서는 제비뽑기로 3학년 D반이 출점하는 카페의 준비 멤버로 선택되어, 준비에 관련되는 가운데 협심이 있는 모치즈키에게 딴 생각으로 다가가지만, 응원하는 말을 했던 에이카가 그를 교제했던 것을 알아, 배신했던 기분으로부터 시오리 일행과 함께 에이카와 거리를 둔다.
- 스기모토 준페이 : 니시이 유키토 (D2)

성적 우수에 노력가인 한편으로, 섬세하며 겁쟁이이다. 장래, 외교관이 되고 싶은 것을 목표로 하고 있어, 조치 대학 영어과의 지정 학교 추천을 지망한다. 고이카에게 3년간 짝사랑 중이지만, 기분을 전해준 것이 못하고 있다. 안과 리코의 계략에 의해서 치한의 누명을 덮어씌워, 위자료 10만엔을 협박당했던 것으로 학교에서 폭로되는 등, 정신적으로 궁지에 몰아넣었다. 안 일행에게 요구당했던 같은 금액의 금전과 거래해서 유코 일행에게 도움을 요청했지만, 먼저 유가 '과외수업'을 의뢰하고 있었다(후에 돈은 전액 반환하고 있다). '과외수업'후, '진짜 자신과 마주 봐야한다'라고 깨우쳤다. 수업 노트는 항상 2권 가지고 있어, 1년의 시간에 유에게 주거나, 시험 전에 야스다나 타치바나에게 빌려주고 있다.
- 마츠모토 시오리 : 츠치야 타오

에이카의 그룹에 소속한 여학생. 성적 우수에 약삭 빠르다. 모자 가정으로 아버지로부터의 양육비를 지불하지 않았기 때문에, 어머니(스즈키 히로미)가 부업을 해 가계를 지지하고 있지만, 가난한 상황은 변하지 않고, 학원에서는 다니지 않고 통신 교육을 수강하고 있다. 가난하고 불쌍한 아이밖에 생각되지 않게 허세를 부려, 수수한 여자아이로부터 지금의 유행에 탔던 여자아이로 고교 데뷔를 완수했다. 어머니에게는 가라오케 점이라면서 속여 걸즈바에서 알바하고 있었지만, 타치바나나 하루카에게 발견되었던 것으로 탈의실의 도둑촬영을 인터넷에 카와이에게 협박당해, 고급 비밀 살롱에서 데리고 사라져버린다. 알바를 여러 번 그만두게 하려 했었던 타치바나에게 구출되어, 맡겨졌던 50만엔을 사용하지 않고 자신이 가진 돈 2000엔 나머지와 스마트 폰(걸즈 바로서의 수입으로 구입)을 유코 일행에게 건네서 '과외수업'을 의뢰한다(후에 50만엔은 타치바나에게 반환했다). 사립 대학의 추천 입시를 지망하고 있었지만, '과외수업'후는, 동경 대학으로 지망 변경했다.
- 야스다 슌스케 : 야마자키 켄토

모치즈키의 그룹에 소속한 남학생. USB 메모리 분실 소동으로 토시오의 밀고에 의해 정학처분 받았지만, 본래는 성적 우수이자 배구부의 에이스. 
 가정 내 불화 및 어머니가 결정했던 동경 대학 수험이나 배구부의 에이스를 계속하지 않으면 안된다고 하는 중압에 고뇌한다. 어머니의 지배로부터 빠져나가고 싶다고 하는 생각부터, 새 신발 구입에 충당할 예정이던 2만엔을 건네 유코 일행에게 '과외수업'을 의뢰한다. '과외수업'후는 배구부에 복귀한다.
- 야마기시 리오 : 타케토미 세이카

솔직한 소녀. 명문 여대의 추천 입학이 유력시되고 있다. 교제하고 있던 스도에게 탈법 허브를 팔아 치우기 위해 여고생의 네트워크로 이용해, 버려지고 싶지 않던 생각으로부터 그의 요구에 따르고 있었다. 반 내에서는 밝게 행동하고 있지만, 실제는 고립하고 있다. '과외수업'에 의해서, 나쁜 길로부터 유코 일행에게 구출되어, 반의 고리에도 더해지고 있다.
- 사에키 에이카 : 히로세 아리스

3학년 D반의 중심적인 여자 리더격으로 얼굴이 꽤 눈에 띄는 존재이다. 성격은 차분하지만 높은 프라이드를 가지고 있다. 토시오가 유코와 입맞춤하고 있는 현장을 목격해버려, 토시오와 그녀의 관계를 오해하고 있다. 유코에게 토시오와의 관계를 캐묻지만, 능숙하게 주고 받아져버린다. 중학교 시절은 야구부의 매니저로, 그 때부터 야구부원이었던 모치즈키와 사귀고 있었지만, 그 이유로부터 그 사실을 반 친구에게 덮고 있었다. 그러나 문화제에 들어갔던 이즈카의 말에 의해 그것을 폭로한다. 모치즈키의 문제가 해결된 후, 아스카의 기분을 가질수 있어 놀았다고 오해되었던 것부터 반 친구나 그룹으로부터도 고립하고 있다. 추천 입시에서 향하던 도중, 심장 발작으로 쓰러졌던 오가와를 도와줬던 것으로, 장애를 받게 된다. 시험은 합격했지만, 유에게 책임을 넘겨 전가해 정학시켰다고 오해받아 그러나 반 내에서 고립은 깊어져, 등교하지 않게 된다. 고립을 느꼈던 곳으로 토시오가 접근했던 곳으로 끌려가지만, 유코 일행의 '과외수업'에 의해서, 그의 복수로 이용되었던 것을 알게 된다.
- 쿠리하라 케이타 : 타이가

모치즈키의 그룹에 소속해 미덥지 못한 남학생. 오이카와와 교제한 아스카의 일을 걱정하고 있다.
- 노마 카오루 : 스기사키 하나

리오의 소꿉친구로 수수한 여학생. 감수성이 강하고 친구들 생각의 온화한 성격이지만 반 내에서는 친한 친구가 없다. 그녀를 지키기 위해서 굳이 통신판매로 구입했던 탈법 허브를 흡입해서 쓰러져, 정학 처분을 받았다. 성적 우수로 동경 대학을 지망하고 있다.
- 미시마 쿄코 : 후지와라 레이코

리오의 그룹에 속하는 여학생. 어머니(니시야마 마유코)의 사후, 어머니의 친구인 카나에의 개별 레슨을 받아, 음악의 길에 진학하기 위해서 노력하고 있지만, 작곡 콩쿨에서는 언제나 2위로, 그 장래의 선택은 정당한가 불안하게 느끼고 있어, 유코로부터도 사립대 문과 계열로의 진로 변경을 권하고 있다. 어머니와의 기억이 있는 허밍을 더해 작곡했던 '트와일라잇 존'을 플라티나 주니어 음악제에 응모해 금상을 수상했지만, 라이벌인 아이가 '트와일라잇 존'을 도작했던 의혹(눈앞에서부터 취소)이라고 말했기 때문에, 아이가 행방 불명되는 원인을 만들었다. 게다가 아이의 어머니인 카나에가 '트와일라잇 존'을 도작해, 제46회 고교생 아시아 작곡 콩쿨에 응모해서 딸에게 금상을 수상했던 것으로, 수상 사퇴를 카나에에게 재촉하게 된다. 1회분 레슨료와 거래해 유코 일행에게 '과외수업'을 의뢰한다. '과외수업'에 의해서 도작의 의혹이 풀어져, 다시 금상수상을 확정해, 고교 졸업후는 파리에 4년간 유학하는 일이 결정된다. '과외수업'후도 유코에게는 사립대 문과 계열로의 진로변경을 요구하지 않고, 후지이의 지지도 있어, 유학의 길을 선택하게 된다.
- 다치바나 사토시 : 카토오노 다이코

모치즈키 그룹에 속하는 남학생. USB 메모리 분실소동으로 토시오의 밀고에 의해 정학처분을 받았다. 아버지는 미도리 은행의 상사로 유복한 가정이기 때문에, 중학생 시절에 파시리에 사용하고 있어, 시오리와 같은 고교에 데뷔했던 과거를 가진다. 시오리가 걸즈 바에서 일하고 있는 곳을 목격한 이후, 몇번도 알바를 그만두게 하려 하지만 실패로 끝났다. 유코로부터 가르쳐주었던 고급 비밀살롱에 타고 들어와 시오리를 구출하려고 했지만, 카와이의 부하에게 쫓겨 도망쳐 장소가 없어졌기 때문에, 스스로 미끼가 되어 그녀를 도망쳐, 유코에게 '과외수업'을 의뢰하게 한 50만엔을 시오리에게 맡긴다. 그 후, 카와이의 부하에게 폭행을 당했던 때, '과외수업'으로 왔던 유코 일행에게 구출되었다. '과외수업'후에, 시오리로부터 50만엔을 돌려주어 그녀와 서로 사랑하고 사모하는 관계가 되었다.
- 우메하라 유 : 나카죠 아야미

과묵하고 항상 얌전한 여학생. 특정으로 친한 친구는 없는 경우지만, 사려깊고 상냥한 소녀. 스기모토가 3학년 D반의 학생들에게 치한 의혹을 추궁받았을 때, 그의 결백을 믿는 유일한 친구다. 1학년 때 병으로 결석했던 때, 누구에게도 노트를 빌려주라고 말하지 못해, 수업에 대해서 가지 않았던 자신에게 영어 노트를 주었던 스기모토에게 감사해, 궁지를 구하려고, 그의 대역으로 유코 일행에게 10만엔을 지불해 '과외수업'을 의뢰한다. 스미레는 '(넉넉한 자신은) 자각하지 않지만 진짜 좋은 여자'라고 칭찬하고 있다. 
 잡지에서 독자모델로서 기재되었던 것으로 정학 처분을 받아, 그것으로 틈 타 훗타에 의해서 에이카의 죄를 덮어씌웠다. 다시 훗타에게 자신의 꿈을 모욕하였는데 배를 차서, 훗타가 피해자 · 오가와에게 합의금으로서 가져 꺼낸 것과 같은 금액의 돈으로 다시 '과외수업'을 의뢰했다. 결과 자신으로의 혐의는 어두웠지만, 본의 아니게도 에이카를 한층 더 고립에 몰아넣게 한다.
- 키쿠치 노조미 : 후지와라 카오루

이즈카에게 인연을 접촉해, 협박당하고 있는 때에 모치즈키에게 도와준다. 그와 같은 반 일때부터 처음 말했던 동료였지만, 그 일로 매우 감사해, 모치즈키가 반 중에서 규탄하고 있던 때에 '그는 나쁜 사람이 아니다'라고 감쌌다. 문화제에서는 3학년 D반이 출점하는 카페의 리더가 되었다.
- 사카구치 마나부 : 오카야마 아마네

- 타카기 미즈키 : 사카타 리카코

에이카의 그룹에 속하는 보이시한 여학생으로 남자 친구가 있다. 후련하고 있어 남녀 불문하고, 인기가 있다. 한편, 어둠에 가려진 반 친구의 나쁜 말을 말하는 일이 많아, 에이카와 모치즈키의 교제를 발각했던 때, 직접, 에이카 본인에게 나쁜 말을 단언하고 있었다.
- 카와노 야요이 : 사야

외관으로는 화려한 여학생. 문화제에서 복권 거래로 3학년 D반이 출점하는 카페의 실행 위원으로 선택되었다.
- 미도리가와 후카 : 시노하라 츠구미

- 소에지마 소이치로 : 나가에 유키

반 내에서는 비교적으로의 학생과 우호적인 관계를 쌓는, 시원스런 스포츠맨.
- 미우라 카즈키 : 핫토리 히로타카

- 쿠로키 타츠키 : 스즈키 아키토

- 이노우에 켄타로 : 고모리 마요

- 하라다 케이고 : 와키 타카시

미술부원. 반 전원의 이안화가 완성하고 있으면 말한다.
- 미츠하시 타쿠토 : 카이토

- 이소무라 류타 : 스즈키 류노스케

- 오노 치나츠 : 오노 아스카

- 카노 마리 : 무라사키 마야

에이카의 그룹에 속하는 여학생. 화려한 그룹 내에서는 약간 수수하다.
- 나카타니 마유 : 테라야마 아오이

조용한 문학 소녀. 이차 소설이 좋아한다.
- 이와사키 유이 : 쿠노 미즈키

가사가 특기인 어린 동생들의 이야기를 하고 있는 가정적인 여학생.

### 협력자
- 노구치 타로 : 스루가 타로

신출귀몰의 지역경찰관. 순사. 경찰관의 직권을 이용해, 시간 벌기를 위해 직무 질문을 시작하여, 감시 카메라 영상이나 개인 정보의 수집등으로 '과외수업'을 도와, 한 몫을 하고 있다.

### 그 외
- 나가시마 미즈호 : 나카니시 미호

도립 국문관 고교의 졸업생. 전 여자 배구부. 밝은 성격으로 반의 중심적 존재였다. 친구였던 아오이의 사후, 쇼크로부터 히키코모리로 벗어나지 않아, 아오이의 이름으로 FAX를 건네, 같은 남성을 좋아했던 아오이를 죽음으로 몰았던 죄의 의식을 느끼고 있다. 
 유코가 시간을 내서 자택을 방문하지만 매회 거부해, 만나는 것도 없고, 되돌려지고 있다. 과거에 유코와 무엇인가의 인연이 있다.
- 미즈노 아오이 : 우에마 미오

토시오의 누나. 도립 국문관 고교에 재학하고 있던 학생으로 전 여자 배구부. 내향성으로 틀어박힌 사안의 성격. 친구였던 미즈호와 같이 남성을 좋아하고 있는 것부터, 배구부를 퇴부해서 은둔형 외톨이가 되지만, 2주 후에 학교의 옥상에서 추락해 사망한다.
- 미즈호의 모친 : 아사쿠라 준코

'너는 배신자다'라고 쓰여진 중상의 전단을 눈으로 했던 미즈호가 행사했던 것에, 동료나 친구의 존재가 미즈호를 몰아붙였던 유코로부터 건네었던 여자 배구부원의 기서를 빼돌려, 두번 다시 집에 오지마라고 보고한다. 그러나 아오이의 이름으로 FAX가 왔던 때에는 유코에게 집으로 불리어, 그것을 알게 된다.

### 게스트

#### 제 1 화
- 스도 타츠야 : 사오토메 타이치

리오의 남자친구, 가이세이 대학 학생. Cafe&Bar 블랙베리 점주. 현역으로 사법시험을 받고 있어, 대 변호사 사무소의 내정이 결정되었다. 뒤로는 자신을 이견 편을 칭해, 리오를 포함했던 여고생들을 사용해, 탈법 허브로 막벌이를 하고 있었다. 유코의 계략에 여기까지의 소행을 변호사 사무소나 인터넷에 폭로된 뒤, 유코로부터 권법의 하나를 당해 '법으로 빠져나갈 구멍에 매달려, 자신의 나약함을 인정하지 않는 불완전한 인간'으로 불린다. 폭로에 의해서 사회적 지위는 실추돼 체포, 절망의 늪에 빠져버린다.
- 스도 나츠미 : 미키 호노카

타츠야의 여동생. 도내의 학교에 다니는 고교생. 유코의 계략으로 다쓰야가 취급하는 탈법 허브로 손을 내버린다. 중독환자로써 오빠와 같이 체포된다.
- BLACK berry 점원 : 키타무라 료

- 타쓰야의 그녀 : 타카하시 마도카

- 뉴스 앵커 : 요시다 아키요 (TBS 아나운서)

탈법 허브에 취했던 소년의 괴한 사건을 전달한다.

#### 제 2 화
- 오이카와 아츠시 - 카시와바라 슈지

아스카의 남자친구. 도립 국문관 고교 사회과 선생. 수험이나 진로지도에 열심으로 여학생으로부터 인기가 있다. 아스카와 교제하고 있는 것이 발각되면서, 자작연출의 계략으로 아스카를 스토커로 만들어내, 자퇴로 몰아넣었다. 아스카의 의뢰를 받았던 유코의 손에 의해, 다시 취직예정이었던 슈에이 학원 경영자의 나가미 신시에게 본성을 드러내어, 마지막은 음행조례위반으로 경찰에 체포되었다. 유코로부터는 '자신의 지위를 위해 학생을 배반한 쓰레기'라고 불린다.
- 나가미 카나 : 하라다 나츠키

오이카와의 약혼자. 슈에이 학원 사무원. 공개수업의 위성 중계로 오이카와의 본성을 알게 되자, 이별을 통보한다.
- 나가미 세이지 : 카노 류

슈에이 학원 이사장. 가나의 아버지. 공개수업의 위성 중계로 오이카와의 본성을 알게 되자, 분노를 드러낸다.
- 학생 : 사사키 모에

오이카와에게 교무실로 불러내어, 작은 시험에서 컨닝 행위를 주의한다.
- 아스카의 모친 : 츠키야마 마유미

- 교육위원회 위원장 : 코다마 라이신

- 형사 : 칸자키 코이치로

- 오이카와가 사는 맨션의 관리인 : 마스다 나오히로 (TBS 아나운서)

#### 제 3 화
- 안 : 쿠도 아야노 / 리코 : 니시노 마미

사립 슈토쿠 여자 고등학교 학생. 전차 안에서 치한 피해자를 가장해, 가해자로 지칭한 남자로부터 거액의 함구료를 강제로 빼앗고 있었다. 유코 일행의 손으로 피해자의 가족에게 범죄의 순간을 보는 것부터, 학교를 퇴학에 몰려, 경찰에 체포되었다. 유코로부터는 '정당한 인간을 빠뜨린 거짓말쟁이'로 불린다.
- 전 상사 회사원의 아내 : 히로나카 마키 / 은행원 애인 : 우노 마리에)

안 일행에게 치한 사기의 피해를 받았던 남자들의 가족이나 관계자. 유코 일행의 '과외 수업'으로 전세 노선 버스에 승차해, 안 일행의 악행을 추궁한다.

#### 제 4 화
- 야스다 류미코 - 키무라 미도리코

야스다의 어머니. (구 성씨 : 요시다.) PTA 회장으로서 배구부의 보호자회 회장. 자신의 가치관을 아들을 포함했던 주변의 인간에게 밀어붙이는 도깨비 부모. 세상에 대한 체면을 신경 쓴 나머지, 미조구치 일가의 양복점을 도산으로 몰아 넣어, 콘도를 상해사건의 범인으로 만들어 낸 뒤, 배구부의 결승 진출을 사퇴당한 요인을 만들었다. 유코 일행의 손으로 가정 사정이나 여기까지의 사업을 PTA 총회에서 폭로되어, PTA 회장을 사임했다. 도립 와카미야 고교 시대에는 뛰어난 공격수로, 국민 체육대회 도쿄 도 예선대회에서 득점왕이 된 유명한 선수였지만, 상처 때문에 배구를 그만두어, 공부 부족때문에 시험에도 실패했다고 한 과거를 가진다. 유코로부터는 '허세를 부리기 위해 지는 시합을 계속해, 실패를 아들의 탓으로 했던 비겁한 사람'이라고 불린다.
- 야스다 코이치 : 진보 사토시

야스다의 아버지. 일류 기업인 야마히시 산업에 근무했다가 정리해고되어, 현재는 경비 일을 하고 있다.
- 미조구치 켄타 : 오쿠무라 히데토

국문관 고교 1학년. 배구부의 에이스 포지션을 야스다로부터 빼앗을 정도로 실력을 키워왔지만, 그 상황이 재밌지 않는 유미코는 PTA를 이용해서, 켄타의 부친이 운영하는 양복점을 제복 지정 판매점으로부터 제외해서 도산으로 몰아넣어, 배구를 계속하는 것을 곤란하게 시켰다. 그러나 도 대회의 준결승 당일, 사합 회장에 들어와 배구를 계속하고 싶어도 신청해, 야스다와 도중 교대해서 팀을 승리로 이끌었다.
- 배구부 보호자 회원 : 마츠야마 히사코, 모리사와 사나에, 츠노다 후미

- 아라이 병원의 간호사 : 후루야 유미 (TBS 아나운서)

#### 제 5 화
- 카와이 가구야 : 카토 토라노스케

스미레의 고교시절 전 남자친구로 최종학력은 고졸. 걸즈 바 · Fireworks를 경영하는 한 편, 뒤에는 출장 걸즈 바를 칭해서 매춘목적의 고급비밀 살롱을 경영하고 있다. 취직빙하기였기 때문에, 걸즈 바의 경영 이전은 백수였다. 다치바나나 하루카에게 알바했던 일이 들켜 몰래 탈의실을 도촬했던 동영상을 인터넷에 공개하면서 협박해, 무리하게 따라갔던 고급비밀 살롱에서 나가이의 상대를 하도록 강요한다. 몰래 의뢰를 받았던 유코 일행의 손에 의해서 자신의 컴퓨터에 보존되어 있던 사진이나 동영상을 증거로 나가이를 강청했던 일로 되어버렸기 때문, 나가이의 백에 붙어있던 인간으로부터의 보복을 당해, 교도소로 들어가는 몸의 안전을 지키는 노구치에 의해 체포되었다. 유코로부터는 '자신의 태만을 시대의 탓으로 해, 반칙승을 했던 실격자'라고 불린다.
- 나가이 히로시 : 스기무라 타이조

유명한 교육평론가로, 주된 저서는 '여유를 벗어러, 이제야말로 동대'. 가와이가 경영하는 고급비밀 살롱의 VIP 고객. 가와이의 컴퓨터에서 보존되어 있던 사진이나 동영상을 삭제하는 거래를 가와이의 비밀을 자칭했던 아야에게 걸어, 가와이의 계좌 1천만엔을 입금했다. 백에는 사회 이면의 인간이 붙어 있는 위험한 인물이기도 하다.
- 카와이의 부하 : 이시다 마사시, 야마가미 요시타카

- Fireworks의 손님 : 오미야노 마츠

몰래 miumiu의 배포를 선물한다.
- Fireworks의 소년 : 사토 코이치

- 고교생 : 오미 요이치로, 아라이 마사키

중학교 시절, 다치바나를 괴롭히고 있었다. 도립 국문관 고교와는 다른 고교로 진학했다.
- 가라오케 점원 : 하타노 타카미츠, 츠노다 후미

#### 제 6 화
- 이시카와 카나에 : 스기타 카오루

코난 음악대학 교수. 남편과는 이혼하고 있다. 쿄코의 엄마와는 친구로, 사후 양부모가 되어, 개별 레슨을 하고 있다. 쿄코가 작곡했던 '트와일라잇 존'을 딸 · 아이의 작품으로서 고교생 아시아 작곡 콩쿨에 응모해, 코쿄에게 표절 의혹을 씌운다. 유코 일행의 '과외수업'에 의해서, 자신의 곡을 콩쿨에서 응모한 아이에게 대역으로 수상받았던 일이나 레슨 때, 아이에게 학대하고 있었던 일이 판명되어, 아동학대방지법 위반과 상해 용의로 체포되었다. 유코로부터는 '자신의 재능이 부족하고 단념해, 꿈을 마지막까지 관철하지 못하고, 자신의 문제를 타인에게 바꿔치기했던 어리석은 것'이라고 불린다.
- 이시카와 아이 : 코이케 레나

도립 국문관 고교 3학년 B반. 카나에의 딸. 쿄코의 소꿉친구. 카나에가 작곡했던 곡을 자신의 곡으로서 응모해, 작곡 콩쿠르에 수상하기 전, 카나에로부터 학대에 가까운 레슨을 받고 있었다. 카나에가 쿄코가 작곡했던 '트와일라잇 존'을 표절했던 것을 알아, 더 이상 엄마의 대역이 되었던 것에 싫증이 나 음악과 엄마를 버리기 위해, 여기까지의 콩쿠르 상금 30만엔으로 교환해, 유코 일행에게 '과외수업'을 의뢰하고 있었다. 의뢰 후는 아버지의 것으로 자신을 대고있다.
- 고교생 아시아 작곡 콩쿨 스탭 : 나카지마 타이스케

#### 제 7 화
- 이즈카 나오키 : 노무라 슈헤이

모치즈키 · 에이카와는 중학교 시절에 야구부의 동료였다. 고등학교는 퇴학하고 있어, 사기 그룹의 멤버로서 활동하고 있다. 야구부 시합에서 상대 선수가 데드볼로 일어났던 난투극에 막으려 할 때, 오른팔을 다쳐 선수생명을 중단했다. 모치즈키의 아버지가 냈던 배상금으로 상처를 치료해, 현재는 오토바이를 운전하기 까지로 회복하고 있다. 그러나 모치즈키에게는 돈을 강청하는 구실로 하기 때문에 함구하고 있어, 여전히 오른팔이 부자연스러운 것과 같은 속임수를 하고 있다. 키쿠치에게 인연을 트집잡아 공갈하고 있던 때, 우연히 재회했던 모치즈키로부터 돈을 강하게 요구하는 것만이 아니고, 에이카에게 위해를 더해 협박해서 자신을 때리듯이 발송, 모치즈키를 퇴학으로 몰아넣는다. 그의 몸을 걱정했던 야스다와 타치바나로부터의 의뢰를 받았던 유코 일행의 손에 의해서 악행이 밝히게 되자, 사기와 공갈의 용의로 체포되었다. 유코로부터는 '동료 의식을 방패로 해서, 사람의 약점에 이용하는 최악인 남자'라고 불린다.
- 사기 그룹의 리더 : 타키토 켄이치

가출하고 있던 이즈카를 도와, 사기에 가담하고 있다.
- 미즈호의 어머니 : 아사쿠라 준코

'너는 배신자다'라고 쓰였던 중상의 빌라를 눈으로 했던 미즈호가 날뛰었던 것을 눈앞으로 해, 동료나 친구의 존재가 미즈호를 추적했을 뿐이라서, 유코로부터 건넸던 여자 배구부원의 기서를 되밀쳐, 다시는 집에 오지 말라고 보고한다.

#### 제 8 화
- 오가와 : 시나가와 토오루

심장발작을 일으켜 기겁했던 노부코에게 발을 헛디뎌, 괴로워 하던 곳을 에이카에게 버려졌다. 'SETA☆LIFE'에 게재되었던 에이카의 기사를 보면서, 그녀로부터의 사죄를 구해 학교에 쳐들어가지만, 자택을 방문했던 훗타로부터 목격했던 것은 에이카는 아니고 유라고 불어넣어, 일방적으로 합의금을 건넸다. 그 후, 유의 자택을 향해, 훗타에게 합의금을 돌려주도록 들이대지만, 유코 일행의 '과외수업'에 의해서 아야로부터 진실을 들어, 교장 승진 시험의 면접 회장에서 훗타를 규탄한다. 전 고교교사이며, 교사의 부패를 한탄하고 있었다.
- 교육장 : 코바야시 타카시

유코 일행의 '과외수업'에 의해, 괴로워 하고 있는 체를 하고 있었던 노구치를 버리는 훗타의 행동을 목격해, 교장 승진 시험의 면접 회장에서 사람을 버리는 인간은 교사인 자격이 없다고 단죄한다.
- 노부코 : 시라하네 유리

타운 정보지 'SEAT☆LIFE'의 기자를 하고 있는 부귀. 괴로워 하고 있던 곳을 에이카에게 도와준 것으로, 지면에 소개기사를 게재했던 것으로 학교 측에 전달했다.
- 교장 승진 시험의 면접관 : 사토 아사히

## 방송일 및 부제
| 각화                                                                 | 방송일          | 부제                                                            | 각본                                              | 연출            | 시청률 |
| -------------------------------------------------------------------- | --------------- | --------------------------------------------------------------- | ------------------------------------------------- | --------------- | ------ |
| 제 1 화                                                              | 2012년 7월 20일 | 필살!! 학원 드라마!! 다크 히로인 탄생                           | 야마시타 도모히로 오바야시 리에코 요시자와 도모코 | 오카모토 싱고   | 12.9%  |
| 제 2 화                                                              | 2012년 7월 27일 | 교사와의 금단의 사랑! 오로키 마마도 대추천!!                    | 요시자와 도모코                                   | 오카모토 싱고   | 10.4%  |
| 제 3 화                                                              | 2012년 8월 3일  | 치한 사기~ 필살 학원 바보!를 넘어뜨린다                         | 오바야시 리에코                                   | 이시이 야스히루 | 8.8%   |
| 제 4 화                                                              | 2012년 8월 10일 | 괴물 엄마 시험인가 부활동인가? 엄마가 바보로!!                  | 이케다 나츠코                                     | 가와시마 류타로 | 9.4%   |
| 제 5 화                                                              | 2012년 8월 17일 | 불꽃의 사랑! 도찰범에게 바보!! 교사의 과거                      | 요시자와 도모코                                   | 오카모토 싱고   | 10.4%  |
| 제 6 화                                                              | 2012년 8월 24일 | 친자식의 사랑!? 폭력 · 음대 여교수에게 어리석은 것              | 오바야시 리에코                                   | 이시이 야스히루 | 9.9%   |
| 제 7 화                                                              | 2012년 8월 31일 | 사랑인가 우정인가? 공갈로 바보!! 여교사의 수수께끼              | 이케다 나츠코                                     | 가와시마 류타로 | 9.8%   |
| 제 8 화                                                              | 2012년 9월 7일  | 최종회~ 교사의 비밀, 부교장의 사랑에 어리석음                   | 후지이 키요미 쓰보타 후미                         | 오카모토 싱고   | 9.8%   |
| 제 9 화                                                              | 2012년 9월 14일 | 최종회, 죽은 자로부터의 FAX, 어리석은 것은 여교사다? 키스의 덫  | 오바야시 리에코                                   | 이시이 야스히루 | 9.2%   |
| 제 10 화                                                             | 2012년 9월 21일 | 안녕 검은 여교사 어리석은 것의 수수께끼가 밝혀지는 눈물의 이별! | 요시자와 도모코                                   | 오카모토 싱고   | 8.0%   |
| 평균 시청률 9.9% 시청률은 간토 지구 · 비디오 리서치 사의 조사에 한함 |                 |                                                                 |                                                   |                 |        |

## 주제가
- UVERworld 'THE OVER'

## 같이 보기
- TBS 금요일 드라마